# Stenopogon ochraceus
Stenopogon ochraceus är en tvåvingeart som först beskrevs av Wulp 1870.  Stenopogon ochraceus ingår i släktet Stenopogon och familjen rovflugor. Inga underarter finns listade i Catalogue of Life.